# Kurdistan Airlines
Kurdistan Airlines was de eerste Koerdische luchtvaartmaatschappij die directe vluchten aanbood vanuit Europa en het Midden-Oosten naar Iraaks-Koerdistan. De luchtvaartmaatschappij werd in 2005 opgericht door de Koerdistan Regionale Overheid, die in Erbil, Noord-Irak, gehuisvest is.
Kurdistan Airlines had haar thuishaven op Erbil International Airport. Vluchten vanuit Amsterdam, Frankfurt, Kopenhagen, Stockholm, Dubai, Damascus, Amman, Caïro, Bagdad en Basra kwamen dagelijks aan op deze luchthaven. De Koerdische luchtvaartmaatschappij vloog zelf op Frankfurt en Beiroet. In 2010 werd de onderneming opgeheven.
Kurdistan Airlines kwam in juli 2006 in het nieuws toen bekend werd dat een toestel van de desbetreffende maatschappij ingesloten was op het vliegveld van Beiroet nadat Israëlische bombardementen de startbanen beschadigd hadden achtergelaten.